# Pokroková strana (Grónsko)
Pokroková strana (grónsky Siumut, v českém překladu „Vpřed“) je grónská sociálně–demokratická strana a člen Socialistické internacionály.

## Historie
Siumut vznikl v roce 1971, kdy se tři politici, Jonathan Motzfeldt, Lars Emil Johansen a Moses Olsen, rozhodli založit politickou skupinu, která by vedla kampaň za nezávislost Grónska. Zpočátku považovali za svého hlavního protivníka Evropské hospodářské společenství poté, co se Grónsko v roce 1972 stalo její součástí, neboť ji považovali za hlavní hnací sílu nežádoucí modernizace, která je v rozporu s grónskou kulturou a proti národnímu sebeurčení. V roce 1975 Moses Olsen poprvé vydal noviny Sujumut, které vedly kampaň za politické sebeurčení Gróňanů a jejich sebeidentifikaci. V roce 1976 byly založeny jednotlivé místní pobočky strany a v červenci 1977 byla partaj oficiálně založena jako celostátní strana.
Prvního politického cíle bylo dosaženo již v roce 1979 zavedením tzv. Hjemmestyre, čímž se Grónsko poprvé stalo autonomním. V roce 1985 Grónsko vystoupilo z EHS na základě referenda, které se konalo v roce 1982, a vypracování Grónské smlouvy v roce 1984 poté, co v parlamentu EU za Grónsko zasedl siumutský politik Finn Lynge.
V prvních parlamentních volbách v Grónsku v roce 1979 dosáhla strana Siumut absolutní většiny, což se od té doby žádné straně nepodařilo. V prvních letech však Siumut na straně levicových nacionalistů a Atassut na straně pravicových unionistů sjednotili téměř všechny voliče, takže první grónský parlament byl pouze dvoustranický. O čtyři roky později se Atassutu podařilo získat více hlasů než Siumutu, ale stejně tolik křesel v parlamentu. Proto se levicová strana Inuit Ataqatigiit rozhodla pro vytvoření koalice se Siumutem. V následujících letech pokračoval boj Atassut a Siumut o politickou nadvládu v zemi, který vždy skončil ve prospěch Pokrokové strany.
Teprve v roce 2009, po 30 letech vlády, Siumut předstihl Inuit Ataqatigiit, což je donutilo přejít do opozice. O čtyři roky později se opět dostali k vládní moci a setrvali v čele státu až do parlamentních voleb v roce 2021, kdy byl Siumut opět poražen stranou Inuit Ataqatigiit.
V roce 2020 byl předsedou strany zvolen Erik Jensen. Nahradil tak dosavadního předsedu a grónského premiéra Kima Kielsena.
V předčasných parlamentních volbách do grónského parlamentu, které se uskutečnily 11. března 2025 strana skončila, až na čtvrtém místě a nově získala čtyři mandáty.

## Předsedové
- 1977–1978: Jonathan Motzfeldt
- 1978: Moses Olsen
- 1978–1979: Jonathan Motzfeldt
- 1979–1980: Lars Emil Johansen
- 1980–1987: Jonathan Motzfeldt
- 1987–1997: Lars Emil Johansen
- 1997–1998: Mikael Petersen
- 1998–2001: Jonathan Motzfeldt
- 2001–2009: Hans Enoksen
- 2009–2014: Aleqa Hammond
- 2014–2020: Kim Kielsen
- od 2020: Erik Jensen

## Volební výsledky

### Parlament Grónska (Inatsisartut)
| Volby | Hlasy  | Procentuální zisk | Křesla | ±           | Výsledek |
| ----- | ------ | ----------------- | ------ | ----------- | -------- |
| 1979  | 8,505  | 46.1 (#1)         | 13/21  | nová strana | vláda    |
| 1983  | 10,371 | 42.3 (#2)         | 12/26  | ▼1          | vláda    |
| 1984  | 9,949  | 44.1 (#1)         | 11/25  | ▼ 1         | vláda    |
| 1987  | 9,987  | 39.8 (#2)         | 11/27  | ▬ 0         | vláda    |
| 1991  | 9,336  | 37.3 (#1)         | 11/27  | ▬0          | vláda    |
| 1995  | 9,803  | 38.4 (#1)         | 12/31  | ▲ 1         | vláda    |
| 1999  | 9,899  | 35.2 (#1)         | 11/31  | ▼ 1         | vláda    |
| 2002  | 8,151  | 28.5 (#1)         | 10/31  | ▼ 1         | vláda    |
| 2005  | 8,861  | 30.7 (#1)         | 10/31  | ▬0          | vláda    |
| 2009  | 7,567  | 26.5 (#2)         | 9/31   | ▼1          | opozice  |
| 2013  | 12,910 | 42.8 (#1)         | 14/31  | ▲5          | vláda    |
| 2014  | 10,108 | 34.3 (#1)         | 11/31  | ▼3          | vláda    |
| 2018  | 7,959  | 27.2 (#1)         | 9/31   | ▼ 2         | vláda    |
| 2021  | 7,986  | 30.1 (#2)         | 10/31  | ▲ 1         | opozice  |
| 2025  | 4,210  | 14.7 (#4)         | 4/31   | ▼ 6         | opozice  |

### Dánský parlament (Folketing)
| Volby | Hlasy                 | Procentuální zisk     | Křesla | ±           |
| ----- | --------------------- | --------------------- | ------ | ----------- |
| 1979  | 6,273                 | 44.1 (#2)             | 1/2    | nová strana |
| 1981  | 7,176                 | 37.7 (#2)             | 1/2    | ▬ 0         |
| 1984  | 9,148                 | 42.6 (#2)             | 1/2    | ▬ 0         |
| 1987  | 6,944                 | 43.3 (#1)             | 1/2    | ▬0          |
| 1988  | 8,415                 | 40.1 (#1)             | 1/2    | ▬ 0         |
| 1990  | 8,272                 | 42.8 (#1)             | 1/2    | ▬ 0         |
| 1994  | strana se neúčastnila | strana se neúčastnila | 0/2    | ▼1          |
| 1998  | 8,502                 | 36.5 (#1)             | 1/2    | ▲ 1         |
| 2001  | 8,272                 | 25.9 (#2)             | 1/2    | ▬ 0         |
| 2005  | 7,761                 | 34.3 (#1)             | 1/2    | ▬0          |
| 2007  | 8,068                 | 32.5 (#T-1)           | 1/2    | ▬ 0         |
| 2011  | 8,499                 | 37.1 (#2)             | 1/2    | ▬ 0         |
| 2015  | 7,831                 | 38.2 (#2)             | 1/2    | ▬ 0         |
| 2019  | 6,058                 | 29.4 (#2)             | 1/2    | ▬ 0         |
| 2022  | 7,424                 | 38.6 (#1)             | 1/2    | ▬ 0         |